# Washington Nationals
O Washington Nationals é uma equipe de baseball da Major League Baseball sediada em Washington, DC, Estados Unidos. Eles competem como membros da Divisão Leste da National League. De 2005 a 2007, o time jogou no RFK Stadium; desde 2008, seu estádio é o Nationals Park, localizado na South Capitol Street, no quadrante sudeste de DC, perto do rio Anacostia.
O Nationals é a oitava franquia da liga principal sediada em Washington, DC, e a primeira desde 1971. O atual clube da NL foi fundado em 1969 como o Montreal Expos, parte da expansão da MLB. Os Expos foram comprados pela MLB em 2002, e a equipe foi transferida para Washington, DC, e nomeada Nationals antes da temporada de 2005, marcando a primeira mudança de franquia na MLB desde que o terceiro Washington Senators se mudou para o Texas em 1971.
Embora a equipe tenha tido dificuldades inicialmente após se mudar para Washington, o Nationals teve um sucesso considerável nos anos seguintes, conquistando títulos de divisão em 2012, 2014, 2016 e 2017 e vencendo a World Series em 2019, a primeira na história da franquia. As duas primeiras escolhas gerais da equipe no draft da MLB, Stephen Strasburg em 2009 e Bryce Harper em 2010, atraíram novos níveis de atenção para a equipe. No momento de sua seleção, Strasburg foi chamado de "escolha mais sensacionalista na história do draft" e Harper mais tarde se tornou o jogador mais jovem a ser selecionado para o All-Star Game da MLB.

## História

### Washington Nationals
Quando Ted Lerner assumiu o clube em meados de 2006, ele contratou Stan Kasten como presidente da equipe. Kasten era conhecido como o arquiteto do Atlanta Braves antes e durante a série de 14 títulos da divisão. Kasten também foi gerente geral ou presidente de muitas outras equipes esportivas da área de Atlanta, incluindo o Atlanta Hawks e o Atlanta Thrashers. "O plano", como ficou conhecido, foi uma reconstrução e reestruturação de longo alcance da equipe desde o início. Esse plano incluía investir no sistema base e no draft para ter uma equipe adequada ao nível do seu novo estádio.
No escritório da frente, os Nationals contrataram o respeitado ex-diretor de reconhecimento do Arizona Mike Rizzo para ser o vice-presidente de operações de beisebol, o segundo responsável pelo então gerente geral Jim Bowden.
Graças às escolhas consecutivas nº 1 de Stephen Strasburg (em 2009) e Bryce Harper (em 2010) e outras fortes mudanças em seu sistema da base, o Nationals se tornou um time a ser batido em 2012, conquistando títulos de divisão em 2012, 2014, 2016 e 2017, mas sempre perdendo na decisão do título da Divisão. Em 2018, o All-Star Game foi jogado no Nationals Park.
Os Nationals passaram pela rodada divisional dos playoffs da MLB pela primeira vez como Nationals em 9 de outubro de 2019, com uma vitória por 7 a 3 sobre os Dodgers conquistando assim o título da NLCS. Os Nationals avançaram para a World Series depois de varrer o St. Louis Cardinals na NLCS, fazendo sua primeira aparição na World Series na história da franquia. Em 30 de outubro, eles venceram sua primeira World Series quando derrotaram o Houston Astros em sete jogos. Esta foi a primeira World Series em que um time não venceu um jogo em casa.